# Kornelówka (rejon żydaczowski)
Kornelówka (ukr. Корнелівка) – wieś na Ukrainie w rejonie stryjskim (do 2020 w rejonie żydaczowskim) obwodu lwowskiego.

## Położenie
Wieś położona na południe od Żydaczowa i na wschód od Daszawy

## Historia
Pod koniec XIX w. część wsi Machliniec do 1882 r. w powiecie żydaczowskim.